# Horst-Janssen-Museum

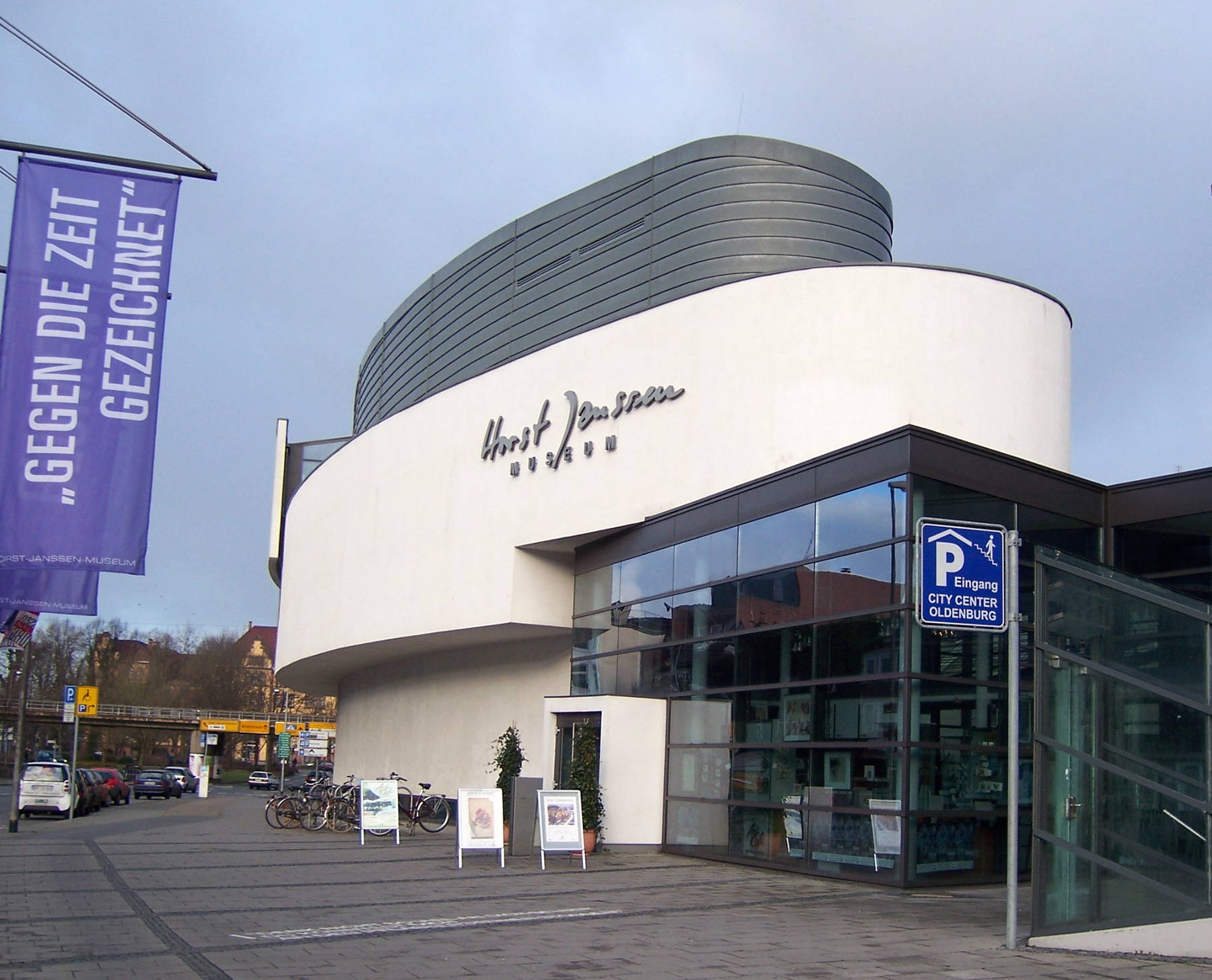
Horst-Janssen-Museum in Oldenburg, im Dezember 2005

Das Horst-Janssen-Museum ist ein dem Künstler Horst Janssen gewidmetes Museum in Oldenburg (Oldenburg) und mit dem Stadtmuseum Oldenburg räumlich und organisatorisch verbunden.

## Überblick
Das Horst-Janssen-Museum wurde mit 1800 Blättern der Janssen-Sammlung des Ehepaars Carin und Carl Vogel im Jahr 2000 eröffnet. Der Oldenburger Unternehmer Claus Hüppe hatte 1995 die Janssen-Sammlung des Hamburger Ehepaares Vogel für 1,5 Millionen DM als Grundstock erworben und somit den Bau des Museums maßgeblich ermöglicht. Das Gebäude wurde von Peter Reinig, Meike Dreyer und Carl Deters entworfen.
Das Horst-Janssen-Museum hat drei Ausstellungsebenen. Auf Ebene 1 ist die Dauerausstellung über Horst Janssen zu sehen. Ebene 2 und 3 werden für Sonderausstellungen genutzt, von denen es pro Jahr drei bis vier gibt.
Horst Janssen war Zeichner, Radierer, Grafiker, Lithograf, Holzschnittkünstler, Autor, Plakatkünstler und Illustrator. Die vielen Facetten seines künstlerischen Talents sind Thema der Dauerausstellung, die 2020 neu eröffnet wurde. Unter dem Titel „Horst Janssen – Neu entdeckt!“ sollen das Leben und Werk Horst Janssens erfahrbar gemacht und seine druckgrafischen Techniken vermittelt werden. In vier Themeninseln können sich die Museumsgäste mit Janssens Lebensweg, seinen zeichnerischen und druckgrafischen Verfahren sowie seiner Wortkunst vertraut machen. Die Ausstellung lädt dazu ein, selbst aktiv zu werden: Hör- und Fühlstationen werden durch eine Zeichenwerkstatt ergänzt, in der Besucher kreativ werden können. Außerdem erfahren sie anhand von Film, Mitmach-Stationen und Originalen, wie die komplexe Technik einer Ätzradierung funktioniert. Und die ausgestellten Originalwerke Janssens werden dreimal pro Jahr ausgetauscht, so dass es immer etwas Neues zu entdecken gibt.
Die Zeichnung als universelles Ausdrucksmittel des Menschen steht im Mittelpunkt der Ausstellungen im Horst-Janssen-Museum. Neben der Kunst von Horst Janssen beschäftigen sich die Sonderausstellungen auch mit den klassischen und zeitgenössischen Strömungen der Zeichnung, dazu zählen u. a. auch Graphic Novels, Storyboards, Kostümentwürfe, Partituren, Social Landart, Papierschnitt sowie digitale und animierte Zeichnungen. Im Horst-Janssen-Museum wurden bereits Werke und Ausstellungen von Dan Perjovschi, Jorinde Voigt, Nanne Meyer, Gustav Kluge, Mary Bauermeister, Bettina Munk, Ralf Ziervogel, Man Ray, Niki de Saint Phalle, Jean Tinguely, Karin Székessy, Salvador Dalí, Markus Lüpertz, Thomas Schütte, Jörg Immendorff, Günter Grass, Egon Schiele, u. v. a. gezeigt.
Eine Bibliothek stellt 25.000 Kunstbände zur Verfügung, darunter nahezu alle Veröffentlichungen Janssens. In einem speziellen Benutzerraum können Zeichnungen und Grafiken aus der Sammlung eingesehen werden.
In Anbindung an das gegenwärtige grafische Kunstschaffen verleiht die Claus Hüppe-Stiftung in regelmäßigen Abständen den Horst-Janssen-Grafikpreis, verbunden mit einer Ausstellung des Preisträgers im Museum. Zu den bisherigen Preisträgern gehören Katja Eckert (2003), Daniel Roth (2005), Anna Lea Hucht (2008), Michael Wutz (2011), Ralf Ziervogel (2014) und Tobias Dostal (2017).
Anlässlich des achtzigsten Geburtstages veranstaltete das Museum vom 30. August bis 15. November 2009 die erste breit angelegte Retrospektive seit dem Tod des Künstlers mit rund 300 Werken.
November 2016 wurde eine Sammlung von Stefan Blessin, die 315 Aquarelle, Drucke und Zeichnungen Janssens beinhaltete, für 1,5 Millionen Euro an das Horst-Janssen-Museum verkauft, das neben den Dauerleihgaben, nun auch eine eigene Sammlung hat. Stiftungen ermöglichten den Kauf. Die Übergabe der Werke erfolgte im April 2017.